# Іваненко Андрій Володимирович
Андрі́й Володи́мирович Іване́нко — солдат Збройних сил України, учасник російсько-української війни.

## Нагороди та вшанування
- Указом Президента України № 846/2019 від 14 листопада 2019 року за «особисту мужність і самовідданість, виявлені під час бойових дій та при виконанні службового обов'язку» нагородженийорденом «За мужність» III ступеня (посмертно)[1].